# Władimir Cesarski
Władimir Jefimowicz Cesarski (ros. Владимир Ефимович Цесарский, ur. w sierpniu 1895 w Odessie, zm. 22 stycznia 1940) – funkcjonariusz radzieckich organów bezpieczeństwa pochodzenia żydowskiego, starszy major bezpieczeństwa państwowego, działacz partyjny, ludobójca.

## Życiorys
W okresie 1910–1913 uczył się w szkole rzemieślniczej w Odessie, w latach 1915–1919 członek partii eserowskiej, od marca 1917 do stycznia 1918 w Czerwonej Gwardii, później komisarz pułku i działacz podziemnego ruchu komunistycznego w Odessie. W sierpniu 1918 aresztowany, w grudniu 1918 zwolniony, kontynuował działalność podziemną, od maja 1919 w RKP(b), w sierpniu 1919 przeniósł się do Kijowa, gdzie również prowadził nielegalną działalność. 
Przewodniczący spółdzielni, zastępca kierownika wydziału gospodarki komunalnej w Kijowie, od sierpnia 1925 do grudnia 1926 zastępca przewodniczącego komitetu wykonawczego rady miejskiej w Błagowieszczeńsku i kierownik amurskiego wydawnictwa państwowego, kierownik amurskiego okręgowego wydziału gospodarki komunalnej, od grudnia 1926 do czerwca 1928 sekretarz odpowiedzialny komitetu rejonowego WKP(b) w Kraju Dalekowschodnim, od lipca 1928 do stycznia 1928 kierownik wydziału ds. pracy na wsi amurskiego komitetu okręgowego WKP(b), od lutego 1929 do sierpnia 1930 kierownik wydziału ds. pracy na wsi i wydziału organizacyjnego terskiego komitetu okręgowego WKP(b). Od października 1930 do lutego 1932 słuchacz kursów marksizmu-leninizmu, od marca do sierpnia 1932 zastępca kierownika wydziału KC WKP(b), od sierpnia 1932 do marca 1934 p.o. kierownika sektora wydziału KC WKP(b), od kwietnia 1934 do kwietnia 1935 zastępca kierownika Wydziału Przemysłowego KC WKP(b). 
Od kwietnia 1935 do kwietnia 1937 referent sekretarza KC WKP(b) Nikołaja Jeżowa, od 8 października do 28 listopada 1936 specjalny pełnomocnik przy Ludowym Komisarzu Spraw Wewnętrznych ZSRR, od 28 listopada 1936 do 28 marca 1938 szef Wydziału VIII Głównego Zarządu Bezpieczeństwa Państwowego, od 22 grudnia 1936 major bezpieczeństwa państwowego, a od 13 czerwca 1937 starszy major bezpieczeństwa państwowego. Od 28 marca do 28 maja 1938 szef Wydziału IV Zarządu I NKWD ZSRR, od 28 maja do 15 września 1938 szef Zarządu NKWD obwodu moskiewskiego, od 15 września do 9 grudnia 1938 szef poprawczego łagru NKWD. 
9 grudnia 1938 aresztowany, 21 stycznia 1940 skazany na śmierć przez Kolegium Wojskowe Sądu Najwyższego ZSRR i rozstrzelany. Nie rehabilitowany po śmierci I.Stalina.

## Odznaczenia
- Order Lenina (22 lipca 1937)
- Order Czerwonej Gwiazdy (16 grudnia 1936)
- Medal jubileuszowy „XX lat Robotniczo-Chłopskiej Armii Czerwonej” (22 lutego 1938)
- Odznaka "Honorowy Funkcjonariusz Czeki/GPU (XV)" (9 maja 1938)